# Pinturas de Pedret
El Ábside sur de Pedret es una pintura románica de finales del siglo XI – inicios del siglo XII. Estas pinturas proceden del absidiolo sur de la iglesia de San Quirce de Pedret, conjunto que está repartido entre el Museo Diocesano y Comarcal de Solsona (ábside central) y el Museo Nacional de Arte de Cataluña (absidiolos). Éstos dieron nombre a un grupo de pinturas relativamente homogéneo, de alrededor del año 1100, relacionado estilísticamente con Italia, caracterizado por los recuerdos del ilusionismo antiguo, y lleno de rasgos iconográficos bizantinos. En la bóveda se representa a la Virgen María con el Niño, en busto, y en el muro aparece la parábola de las vírgenes prudentes y las vírgenes necias (Mt 25,1-13), las primeras sentadas a la mesa al lado de Cristo, las segundas de pie fuera. Así se alude al Juicio Final, ya que sólo los que estén preparados podrán entrar en la casa del Señor. Se expone en el MNAC.

## Descripción del conjunto de las pinturas murales

### Ábside central
En el ábside de la nave central se conservan parte de la pintura prerrománica, con fragmentos de lo que debía ser el martirio de san Quirico y santa Julita, santos titulares de la iglesia.
Los dos fragmentos, conservados en el Museo de Solsona, ( y en la iglesia realizadas unas copias) datadas por Joan Ainaud de Lasarte hacia 1100 son:
A la izquierda, una cruz de brazos radiales con un círculo en medio. Dentro del círculo hay un caballero con una lanza adornada con un estandarte. La cabeza la cubre un yelmo cónico con nasal. A su lado hay una figura y un perro. También lleva una cruz sobre la cabeza. Sobre el caballo hay un pájaro que picotea un racimo de uvas y que lleva otro en la espalda. El círculo y los brazos de la cruz tienen como decoración motivos vegetales y geométricos. Fuera del círculo, en el lado izquierdo, hay un hombre barbudo en posición de sostener sobre el pecho un libro. Al otro lado se encuentra la figura de un hombre desnudo con una rodilla en el suelo, sosteniendo un bastón y con una hoguera delante, que podría representar el demonio.
A la derecha de la ventana del ábside, hay una representación de un orante, personaje masculino barbudo, con túnica y los brazos extendidos, dentro de un círculo decorado con motivos zigzagueantes. Sobre el círculo hay un pavo real.
Sobre estas representaciones había otras pinturas románicas del siglo XI que fueron trasladadas al Museo Diocesano y Comarcal de Solsona en 1937. 

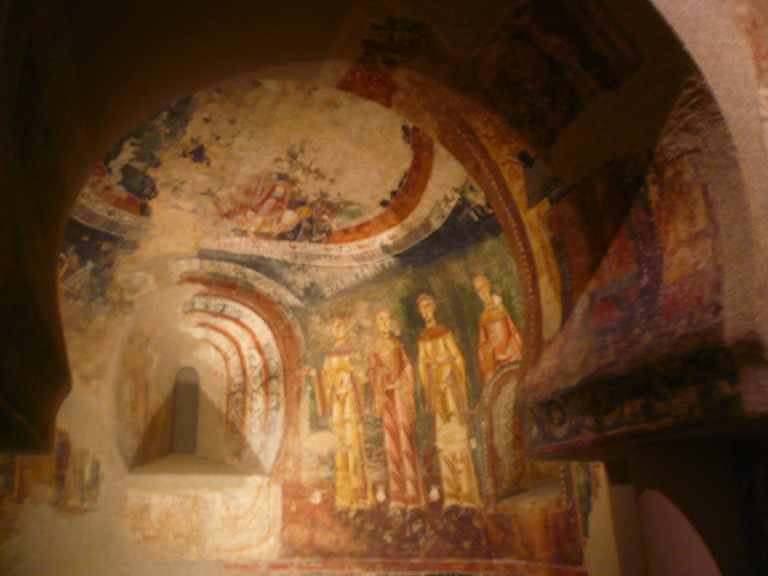
Absidiola sur en el MNAC.
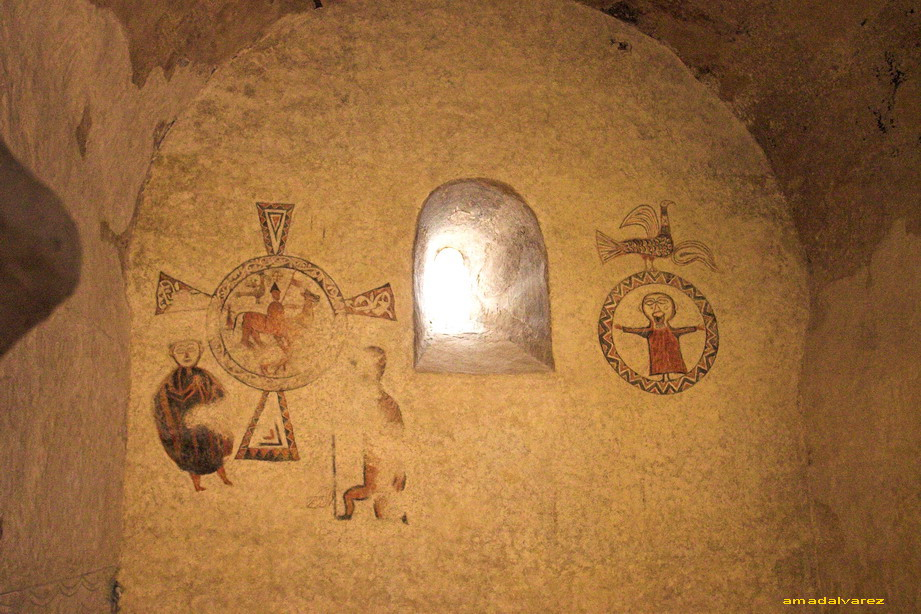
Copia de las pinturas originales en la iglesia de San Quirce de Pedret.

### Absidiolas
En la absidiola del sur, encontramos en la iglesia una reproducción de las pinturas románicas que fueron trasladadas al MNAC en 1922. Se ha hecho una simulación de su estado original con los vivos colores que debían tener hace 1000 años. Representan una mandorla que rodea una imagen entronizada de la Virgen con Niño, a la izquierda de la ventana está las vírgenes prudente y a la derecha, las vírgenes necias —parábola de las diez vírgenes— temario vinculado al Juicio Final. La parte inferior está decorada con greca y cortinajes.
En la absidiola norte hay una reproducción de las pinturas románicas de finales del siglo XI que fueron arrancadas en 1922 con la simbología de la iglesia entronizada mostrando el colegio apóstolico y que se también se conservan en el MNAC en Barcelona.